# Rita Rait-Kovaleva
Rita Iakovlevna Rait-Kovaleva (n. 19 aprilie 1898, Ținutul Elisavetgrad, gubernia Herson, Imperiul Rus – d. 29 decembrie 1988, Moscova, RSFS Rusă, URSS) a fost o scriitoare și traducătoare literară sovietică, cunoscută în special pentru traducerile scrierilor lui J. D. Salinger și Kurt Vonnegut în limba rusă. Traducerea realizată de Rait-Kovaleva a romanului De veghe în lanul de secară a dobândit o popularitate ridicată în rândul cititorilor sovietici în timpul Dezghețului din epoca lui Hrușciov.
Rait-Kovaleva a primit Ordinul Prietenia între Popoare și Premiul Thornton Wilder al Centrului de Traduceri al Universității Columbia.

## Viața
Născut în satul Petrușevo din regiunea Herson, pe atunci în Imperiul Rus, Rait-Kovaleva a absolvit Facultatea de Medicină a Universității din Moscova în anul 1924. Ea a lucrat inițial în instituții medicale, dar, în același timp, a început o activitate literară în 1920, prin traducerea în limba engleză a piesei Misterul buf a lui Maiakovski. Rait-Kovaleva a început apoi să predea limba engleză la Academia de Tehnică Militară din Leningrad. În 1938, Rait-Kovaleva a devenit membru al Uniunii Scriitorilor Sovietici. În 1959 a scris o carte despre Robert Burns. A publicat, de asemenea, amintiri despre Anna Ahmatova, Vladimir Maiakovski, Velimir Hlebnikov și Boris Pasternak.

### Traduceri
Rait-Kovaleva a scris: „se poate înțelege cu adevărat limbajul protagoniștilor lui Faulkner numai dacă cineva cunoaște stilul de vorbire pretențios al sudiștilor proveniți din familii „nobile” și stilul de vorbire inconsistent (simplificat și complicat) al fermierilor și arendașilor „albi săraci” și negri în care – alături de vocabularul biblic și în ritmul negro spiritual – se aude argoul anglo-saxon”.
Traducerea romanului De veghe în lanul de secară (în limba rusă: Над пропастью во ржи, Deasupra prăpastiei în secară) a fost publicată pentru prima dată în Uniunea Sovietică în numărul din noiembrie 1960 al revistei literare Inostrannaia Literatura. Traducerea a avut doar adaptări superficiale pentru cititori sovietici, cum ar fi cotlete (kotlety) în loc de hamburgeri. Potrivit filosofului rus Boris Paramonov, Rait-Kovaleva a captat argoul utilizat de protagonistul romanului, Holden Caulfield, „fără a pierde claritatea și spiritul versiunii originale”, deși ea nu a fost niciodată în Statele Unite. S-a remarcat, de asemenea, că traducerea a netezit limbajul mai dur al lui Caulfield și a eliminat obscenitățile. Rait-Kovaleva a mai tradus din franceză și germană, inclusiv autori precum Franz Kafka și Heinrich Böll.